# Plains (Kansas)
Plains – miasto w Stanach Zjednoczonych, w stanie Kansas, w hrabstwie Meade.